# Кобила
Кобилата е възрастен женски кон.
В повечето случаи, за кобила се счита женски кон над тригодишна възраст, а ако е на възраст до три години включително, се нарича млада кобилка. Думата може да се използва и за други женски еднокопитни животни, и по-специално мулета и зебри.
Кобилите носят техните млади жребчета в продължение на около 11 месеца от зачатието до раждането (средно около 320-330 дена).
Кобилите могат да се използват във всеки конен спорт и да се състезават успешно срещу жребци.